# Günther Lottes

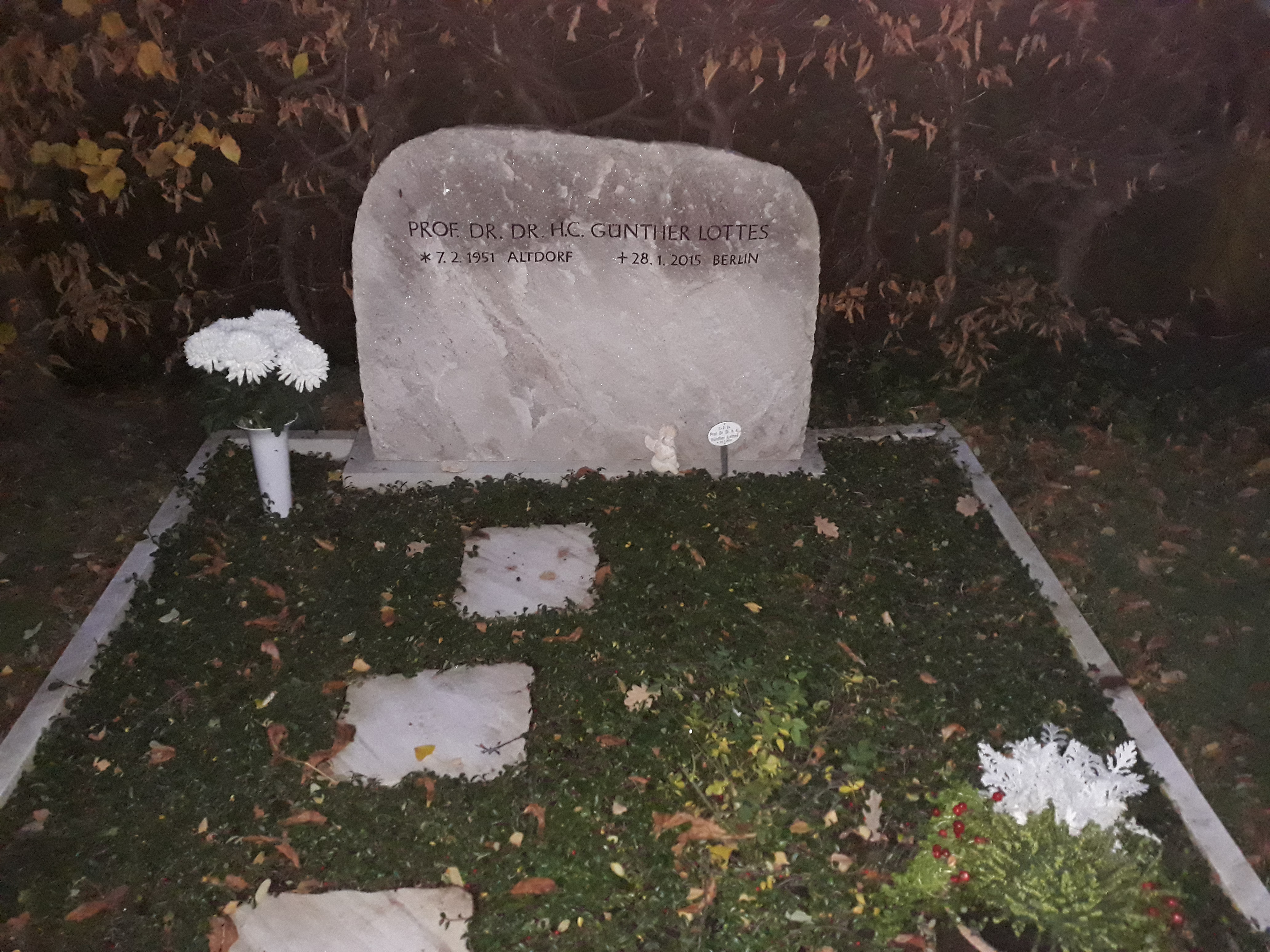
Das Grab von Günther Lottes auf dem Evangelischen Kirchhof Alt-Schöneberg in Berlin.

Günther Lottes (* 7. Februar 1951 in Altdorf; † 28. Januar 2015 in Berlin) war ein deutscher Historiker mit dem Forschungsschwerpunkt der Kulturgeschichte der Neuzeit.
Günther Lottes studierte von 1970 bis 1973 Geschichte, Anglistik und Politikwissenschaft an der Universität Erlangen-Nürnberg. Anschließend war er dort bis 1977 wissenschaftlicher Mitarbeiter. 1977 wurde er mit der Studie Politische Aufklärung und plebejisches Publikum promoviert und arbeitete bis 1983 als wissenschaftlicher Assistent. Im Jahre 1984 habilitierte er sich mit der Arbeit Aufklärung und konservatives Denken. Studien zur Frühgeschichte des Konservativismus in Frankreich und England und war von 1986 bis 1993 Professor an der Universität Regensburg. Im Anschluss daran trat er die Stelle als Professor für Neuere Geschichte (Frühe Neuzeit) an der Universität Gießen an, die er bis 1999 innehatte. Von 1999 bis 2007 war er Direktor des Forschungszentrums Europäische Aufklärung in Potsdam. Den Lehrstuhl für Kulturgeschichte der Neuzeit an der Universität Potsdam hatte er von 2008 bis zu seinem Tod inne.
Lottes war Mitglied der Vereinigung für Verfassungsgeschichte.
Seine letzte Ruhestätte fand Günther Lottes auf dem Evangelischen Kirchhof Alt-Schöneberg in Berlin (Feld C-2-24).

## Schriften (Auswahl)
- Politische Aufklärung und plebejisches Publikum. Zur Theorie und Praxis des englischen Radikalismus im späten 18. Jahrhundert. Oldenbourg, München/Wien 1979, ISBN 3-486-48621-7.
- Elisabeth I. Eine politische Biographie. Muster-Schmidt, Göttingen/Zürich 1981, ISBN 3-7881-0111-3.
- (Hrsg.): Der Eigentumsbegriff im englischen politischen Denken. Brockmeyer, Bochum 1995, ISBN 3-8196-0398-0.
- (Hrsg.): Vom Kurfürstentum zum „Königreich der Landstriche“. Brandenburg-Preußen im Zeitalter von Absolutismus und Aufklärung. Berliner Wissenschafts-Verlag, Berlin 2004, ISBN 3-8305-0557-4.
- Die Genese des modernen Europa. Artikel und Essays von Günther Lottes. Hrsg. von Joachim Eibach, Raingard Esser und Steven Ellis, Wehrhahn, Hannover 2017, ISBN 978-3-86525-579-2.